# Cerveja Peroni
A Cerveja Peroni é uma marca de cerveja fundada em Vigevano na Italia em 1846 que hoje é produzida pela empresa Cerveja Peroni S.p.a..

## História
Em 1846 Giovanni Peroni se transferiu para Vigevano onde começou a trabalhar como garrafeiro e pouco depois abriu uma pequena atividade de produção de cerveja; a cerveja produzida era vendida em um bar que o próprio Peroni abriu ao lado da fábrica, o bar teve uma permissão especial para poder estar aberto até as 23:30. Mesmo que a fábrica conseguisse se manter, Peroni sabia que a sua atividade obteria maior sucesso no sul da Itália, onde o consumo de cerveja era mais difundido: foi assim que em 1864 abriu uma filial em Roma, cidade que não fazia parte do Reino da Italia.
Em 1872, graças ao sucesso da cerveja, a sede principal da fábrica foi transferida para a capital; em 1886 participa na Exposição Nacional de Produtos Alimentares, onde conquista o título honorário de fornecedor oficial da Casa de Saboia. Com o passar do tempo a empresa em dois séculos cresce em tal maneira que se torna uma das maiores empresas italianas.
Durante a primeira década do século XX a Peroni começa a promover o seu produto e a modernizar a fábrica, mas o período das duas guerras mundiais leva a cervejaria a uma grave crise, por motivo da falta de matéria-prima e consumidores. Mas a crise foi superada na época do "boom" económico, época em que a empresa se moderniza e inicia a expansão em todo o território italiano, através da compra de outras marcas de cerveja e uma ótima campanha publicitária.
Os anos 70' e 80' foram um período de internacionalização e renovação. Através de acordos internacionais que expandem o mercado Peroni e inovações devido a enorme difusão das grandes multinacionais e a importação de cervejas estrangeiras. Os anos 90' foram para a empresa um período  de estabilização e afirmação no mercado.
Em 2003 Isabella Peroni, filha de Giacomo e última proprietária da fábrica vende a maioria das ações para a empresa sul africana SABMiller.
Atualmente os 3 estabelecimentos de produção estão localizados em Roma, Bari e Padova e empregam aproximadamente 900 pessoas com uma produção de 470 milhões de litros. Com um balanço no ano de 2005 de 399 milhões de euros.

## Publicidade
No inicio do século a Peroni promove o seu produto através de mascotes populares e personagens que procuram aproximar também os céticos menos ambientados ao mundo da cerveja.
Na década de 60' nasce a loira Peroni, uma fascinante mulher, representada sempre por modelas maravilhosas com um slogan "Me chame de Peroni, serei a sua cerveja" que acompanhou a cerveja até os dias de hoje.